# Missa brevis (Nystedt)

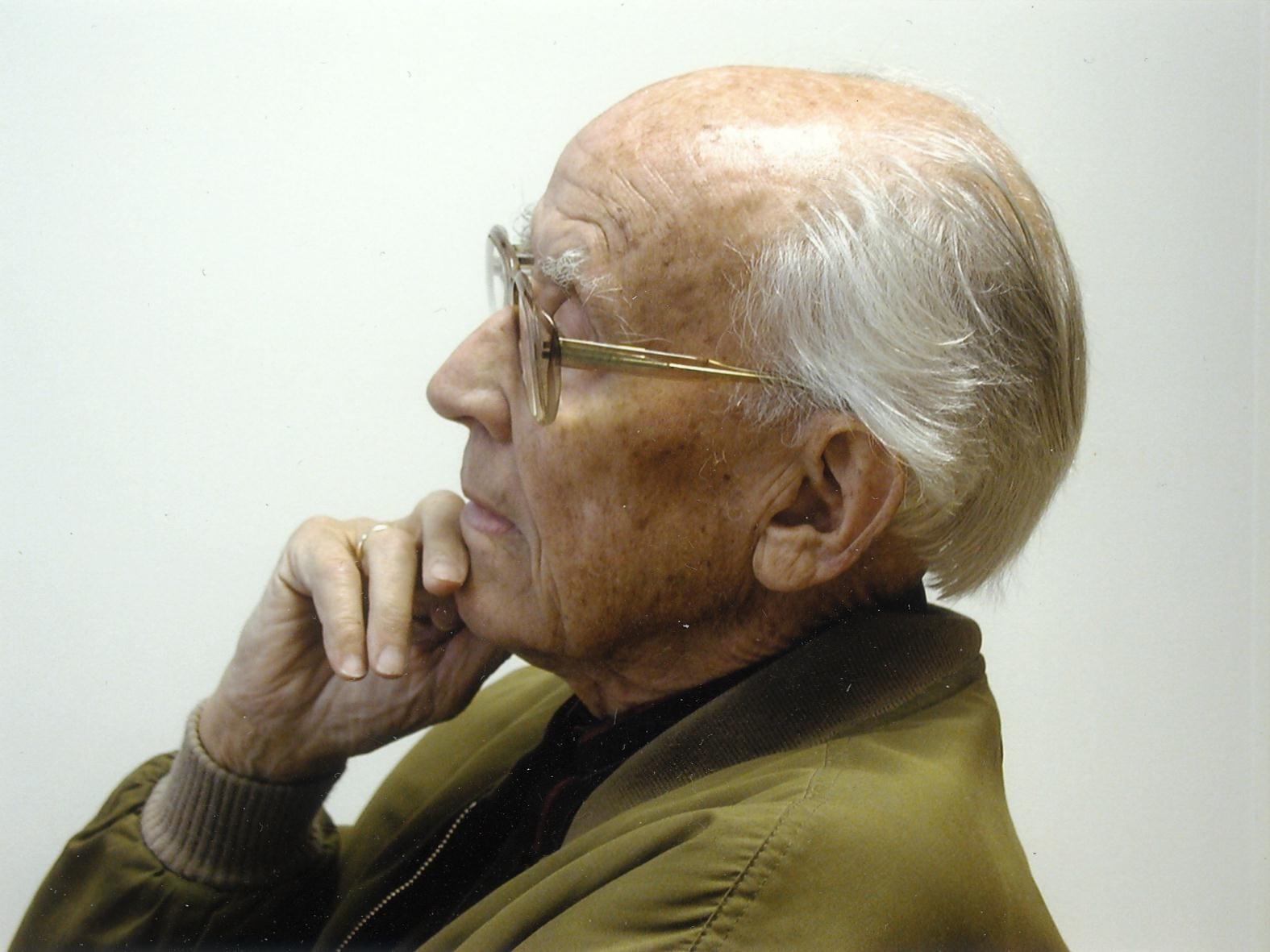
Knut Nystedt (2007)

Die Missa brevis, op. 102, ist eine kurze lateinische Messvertonung von Knut Nystedt, die er 1984 für gemischten Chor a cappella schrieb. Sie wurde 2003 auch vom Carus-Verlag herausgegeben.

## Hintergrund
Der norwegische Komponist Knut Nystedt wuchs in einer christlich geprägten Familie auf, in der das Singen von Kirchenliedern und klassische Musik zum täglichen Leben gehörten. Unter seinen ungefähr 300 Chorwerken, die ungefähr drei Viertel seines Schaffens ausmachen, finden sich viele geistliche, darunter De Profundis, op. 54, eine Vertonung von Psalm 130 (1966), und Immortal Bach für Chöre a cappella, das auf J. S. Bachs Komm, süßer Tod beruht. Er komponierte die Missa brevis 1984. Sie wurde zuerst von Roberton Publications (später: Norsk Musikkforlag) 1985 veröffentlicht und erschien außerdem 2003 im Carus-Verlag.

## Aufbau und Musik
Nystedt vertonte den gesamten Messetext, allerdings in knapper Schreibweise, so dass sie als missa brevis (Kurze Messe) bezeichnet ist. Er gliederte den Text in die üblichen fünf Sätze, die er einfach durch Metronomangaben bezeichnete:
- Kyrie
- Gloria
- Credo
- Sanctus – Benedictus
- Agnus Dei

In allen Stimmen kommen Stimmteilungen vor. Das Kyrie beginnt mit dissonanter Spannung. Im Gloria folgt Nystedt genau dem Sprachduktus, was zu häufigen Taktwechseln und abwechslungsreichen Rhythmen führt. Im Credo unterstreicht er die Kontraste, die im Text angelegt sind. Das Sanctus beginnt mit Tontrauben (Cluster), die sich entwickeln. Agnus Dei ist ein schlichter Satz, der mit der Bitte um Frieden schließt. Die Dauer ist mit 15 Minuten angegeben.

## Aufführungen und Einspielungen
Die Missa brevis ist beliebt in Konzerten und Gottesdiensten. Die Teile Kyrie und Gloria wurden Teil des Pflichtrepertoires für einen Chorwettbewerb in der anspruchsvollsten Kategorie.
2012 erschien eine Aufnahme des Kuopio Academic Chamber Choir, geleitet von Heikki Liimola, als Teil der Sammlung Uusi laulu laulakaa von Musik überwiegend nordischer Komponisten wie Erkki Tuppurainen und Einojuhani Rautavaara.